# موزه رسام عرب‌زاده
موزه فرش رسام عرب‌زاده یکی از موزه‌های شهر تهران است که در خیابان پاسداران، بوستان یکم (شهید زمردیان)، پلاک ۶ قرار دارد.
در سال ۱۳۴۵ خورشیدی رسام عرب‌زاده در کارگاه خصوصی، نمایشگاهی از فرش‌ها و طراحی نوین خود را برپا می‌کند که نام او و هنر او را پرآوازه می‌سازد. در سال ۱۳۵۲ در خانه آفتاب و در سال ۱۳۵۳ در انستیتو گوته، دوستداران فرش شاهد ابتکارات وی در عرصه بافت و طرح‌های نوین وی می‌شوند. رسام عرب‌زاده در سال ۱۳۵۶ با برپایی موزه فرش، همکاری جدی و پردامنه‌ای را در کارشناسی و انتخاب فرش‌های نفیس برای موزه آغاز می‌کند. عرب‌زاده در اغلب سمینارها و گردهمایی‌هایی که در داخل و خارج از کشور برپا می‌شد شرکت کرده که از مهم‌ترین آن‌ها باید به سمیناری که در شهر بن آلمان برگزار شد اشاره کرد که با ادامه نظریه‌های سودمندی در زمینه رنگرزی و لزوم استفاده از رنگ‌های گیاهی، رفوگری و بافت فرش، بسیاری از دوستداران فرش را مورد تأثیر و تشویق گفته‌های خویش قرار می‌دهد.
در نهایت در سال ۱۳۷۳ خورشیدی موزه فرش رسام عرب‌زاده توسط بنیاد فرهنگی و هنری فرش رسام عرب‌زاده و همکاری شهرداری تهران تأسیس می‌شود. در این تاریخ بنیان‌گذاران فرش نوین ایران (از جمله خودِ رسام عرب‌زاده)، ۶۶ قطعه فرش اصیل ایرانی (از جمله اغلب فرش‌های نفیس خود) را به این مجموعه هدیه نمودند که در معرض دید عموم مردم ایران و چهره‌های سرشناس ایران و جهان (اعم از هنرمندان، شخصیت‌های برجسته دولتی و فرهنگی) قرار گرفت.
در حال حاضر بنیاد فرهنگی و هنری فرش رسام عرب‌زاده دربر گیرنده موزهٔ فرش و آموزشگاه فرش‌بافی است. این مرکز با برپایی کارگاه‌های قالیبافی و تعلیم این صنعت اصیل و پرارزش ایرانی توسط ژیلا عرب‌زاده (دختر رسام عرب‌زاده)، گامی مؤثر در تعلیم و رواج فرش ایرانی برداشته است.